# 顎関節
顎関節（がくかんせつ、英: Temporomandibular joint）とは、頭蓋の下顎窩と下顎骨の下顎頭を連結している関節である。

## 構造
顎関節は、外耳道の前方に位置し、以下の構成部分からなる。

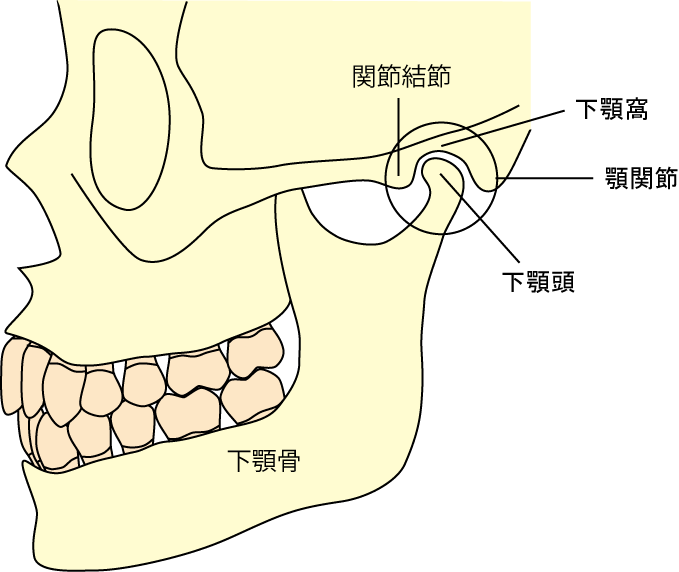
顎関節の位置

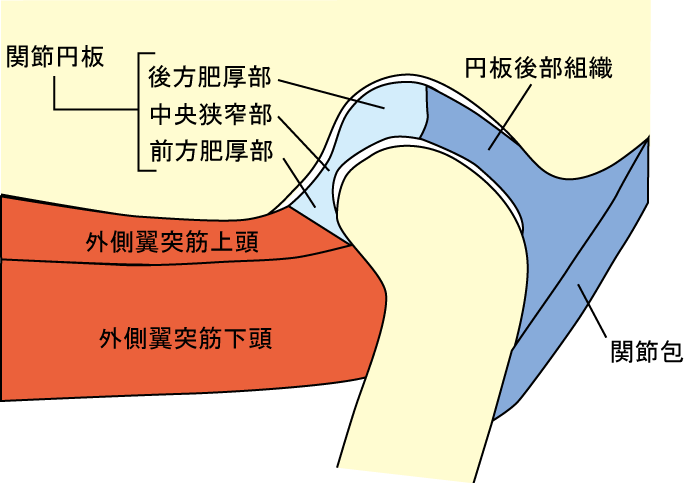
顎関節の構造

### 下顎窩
下顎窩は、上顎と一体となった頭蓋骨（側頭骨）の顎関節部で、頭蓋骨の外耳道の前方に位置している。下顎窩は、下顎頭が収まるくぼみ状を呈している。そのくぼみの形態は、すべての面が一様ではなく、前方の角度が比較的ゆるやかになっている。

### 関節結節
関節結節は、下顎窩の前方に位置する骨の盛り上がり部分である。下顎頭は、関節結節の面を滑走することができる。

### 関節円板
関節円板は、下顎窩と下顎頭の間に介在する円板状の血管のない強靱な線維性結合組織である。その円板形態は、中央部が薄く、その周囲がドーナツ状に厚くなり、さらに、その周囲が薄くなり周囲組織に移行している。関節円板は、強い圧力に耐える性質をもっている。関節円板は、関節の動きに伴って移動して関節運動を滑らかにする役割を担っている。関節円板の矢状断面形態は、下顎窩の最も深い位置に相当する部分が厚く（後方肥厚部）、その前方が薄くなり（中央狭窄部）、さらにその前方が少し厚くなっている（前方肥厚部）。関節円板の前縁は外側翼突筋上頭とつながり、外側翼突筋上頭が収縮することにより、関節円板は前方に移動する。関節円板の後縁は、円板後部組織につながっている。円板後部組織は、多くの血管および神経が分布した疎生結合組織により構成され、関節円板が前方に過度に移動しないように後方から関節円板を支えている。

### 下顎頭
下顎頭は、下顎骨の一対の関節突起先端部で、楕円形を呈している。

### 関節包
顎関節を包む線維性結合組織の膜で、側頭骨の下顎窩の周囲より起こり、関節突起の下顎頭周囲に付着し、関節窩と下顎頭を保護している。その内壁は薄く、前壁はその限界が不明瞭で、後壁は厚い。関節包は、顎関節を包み込み、内部を守る役割を担う靱帯である。その他に、顎関節を守る靱帯には、側頭下顎靱帯（外側靱帯）と蝶下顎靱帯、茎突下顎靱帯がある。靱帯は、ある程度変形することができるが、強靱で伸展しない性質を持っている。ただし、突発性であっても持続性であっても、大きな力が加わると靱帯は伸展することがある。靱帯に伸展が生じると靱帯機能は脆弱化し、その機能は低下する。

## 特徴
顎関節は、他の関節とは異なる以下の特徴がある。第1に、左右の顎関節が一対となり下顎骨を支えていることである。下顎骨は一塊であることから、左右の顎関節は、協働運動を営み、1つの顎関節が運動すると必ず他方の顎関節も何らかの運動を行うことになる。第2に、顎関節は、他の関節と同じように回転運動を行うことができると同時に滑走運動も行うことができることである。この滑走運動は、他の関節にはみられない特徴であり、下顎の複雑な運動を可能にしている。第3に、顎関節は、上下顎の歯の接触により、その運動をコントロールされていることである。
　以上の特徴から、顎関節に支えられている下顎は、複雑で特徴的な運動を行うことができる。また、上下の歯の接触により影響を受けることから、その接触に異常が生じると、顎関節は不適切な刺激を受け、何らかの障害を受けることがある。

## バイオメカニクス
Okesonは、顎関節のバイオメカニクス（生体力学）に関する理解の必要性を指摘されている。それらは、一対の顎関節が一塊の下顎骨につながっていることから一方の顎関節運動は独立して運動することができないこと、左右の顎関節は相互に影響を与える複雑なシステム下におかれていること、顎関節は左右の下顎頭を軸とした回転運動と前方移動の複合した運動を行うこと、下顎窩の中にて下顎頭が安定する機構、後部結合組織の構造と機能、関節円板の移動と外側翼突筋上頭との関係、下顎頭移動時の安定状態、などに関する基礎概念である。

## 顎関節の運動
下顎頭は、下顎窩内において、単純な回転運動と前方への滑走運動を行うことができる。下顎頭の単純な回転運動は、両側の顎関節中心部を結ぶ線を軸とした下顎の回転運動となる。下顎がこの回転運動を行うとき、顎関節の構成部分は、お互いの位置関係を変えることはない。一方、下顎頭は、下顎窩の前壁を前下方に滑走することができる。下顎頭が前下方に滑走運動を行うとき、関節円板が外側翼突筋上頭に引き寄せられて前方に移動する。両側の下顎頭が同時に前方滑走すると、下顎は前に突き出ることになる。片側の下顎頭のみが前方滑走すると、下顎は反対側の下顎頭を軸にして側方に回転することになる。以上のことから、顎関節の回転運動と滑走運動は、下顎の開閉運動、左右同時の滑走運動および左右どちらか一方の滑走運動とが組み合わさった複雑な下顎運動を可能にしている。

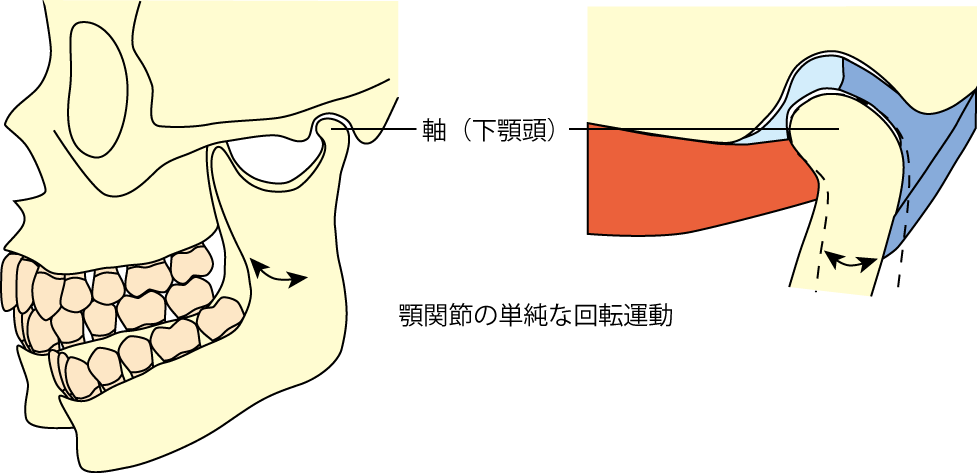
下顎頭の回転運動

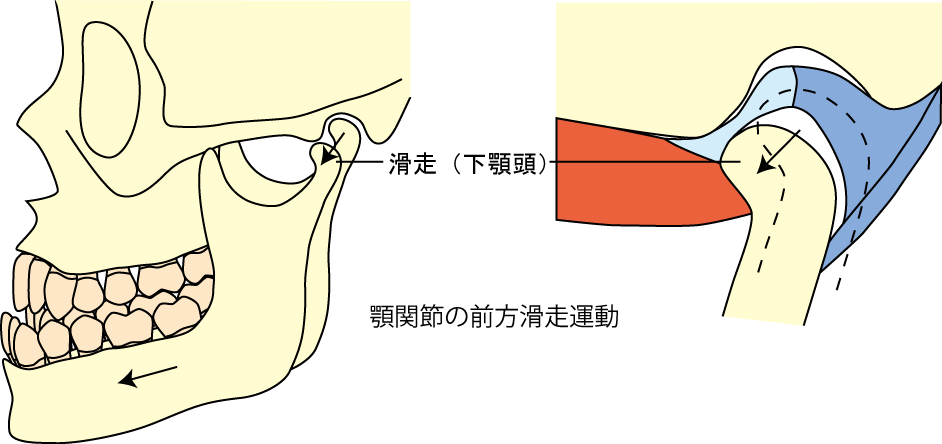
下顎頭の滑走運動

## 歯と咀嚼筋と顎関節のてこ関係
歯を噛み込むときに収縮する筋肉は、咬筋、側頭筋、内側翼突筋である。これらの筋肉は、歯と顎関節との間に位置しており、顎関節を支点にして下顎を引き上げる働きをしている。その結果、人は、前歯で麺類を噛み切ったり、犬歯で肉を噛み切ったり、臼歯で食べ物をするつぶすことができる。
歯、咀嚼筋、顎関節の関係は、てこの原理にて説明できる。すなわち、歯は作用点、咀嚼筋は力点、顎関節は支点に相当する。てこの種類としては、第3種てこに分類され、作用点と支点の間に力点が存在する。第3種てこにおいては、力点に加えた力よりも小さい力が作用点に伝えられる。下顎窩が受ける圧力が一定なものと仮定すると、前歯で噛み込む力は小さくなり、臼歯で噛み込む力は大きくなる。臼歯で噛み込む力が前歯で噛み込む力よりも強い理由は、作用点と力点の距離が短いからである。

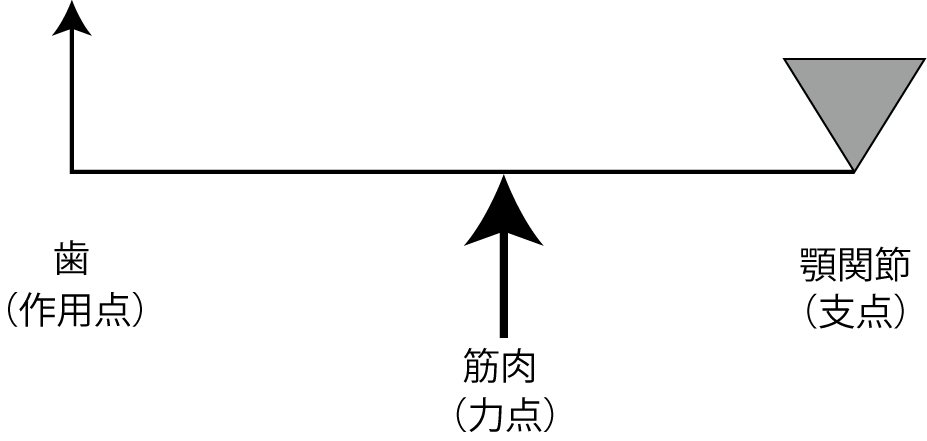
歯、咀嚼筋、顎関節の第３種てこ関係